# دز ولز
دز ولز (انگلیسی: Dez Wells؛ زادهٔ ۱۵ آوریل ۱۹۹۲) بازیکن بسکتبال اهل ایالات متحده آمریکا است.